# Conservatorio Nacional de Música (Mexico)
O Conservatório Nacional de Música (CNM) é um conservatório de música localizado no bairro Polanco, na Cidade do México, Distrito Federal, México, que tem como objetivo profissionalizar e preparar estudantes da área para suas futuras carreiras, sendo das mais importantes do país. O mesmo encontra-se incluído dentro do Instituto Nacional de Bellas Artes y Literatura (Inbal), administrado pela Secretaria da Cultura. Desde dezembro de 2022, a maestra Silvia Navarrete González é a diretora do Conservatório no período 2023-2027.

## História
O CNM foi fundado a 1 de julho de 1866, pelo padre, professor e regente de coro Agustín Caballero, com o apoio da Sociedade Filarmônica Mexicana e do imperador Maximiliano I. Em 1877, o Governo Mexicano acabaria por nacionalizar o conservatório, devido á má situação financeira da Sociedade Filarmônica Mexicana, transformando o conservatório numa instituição de educação pública, com várias mudanças administrativas e gerais foram visualizadas, de forma a adaptar a sua administração ao governo federal.
O Conservatório é a escola de música mais antiga da capital mexicana. A instituição é também a sede da mais antiga orquestra sinfônica no país, a Orquesta Sinfónica del Conservatorio Nacional, fundada em 1881.
As infraestruturas do Conservatório foram trocando de local ao longo do seu tempo de existência. O seu campus atual está localizado no bairro Polanco, da Cidade do México, desde 18 de março de 1949, num complexo arquitetônico projetado e construído pelo Arquiteto Mario Pani, após a aquisição forçada do Clube Equestre Alemão.

## Educação e ofertas
Atualmente, o conservatório oferece cursos de vários instrumentos (como flauta, guitarra, saxofone, canto e violino), com várias disciplinas (como interpretação e criação de música e investigação ligada a área), com os 24 cursos se dividindo tanto a nível "superior" como a nível "técnico profissional". Através destes cursos, várias saídas profissionais da área da música podem ser seguidas. 

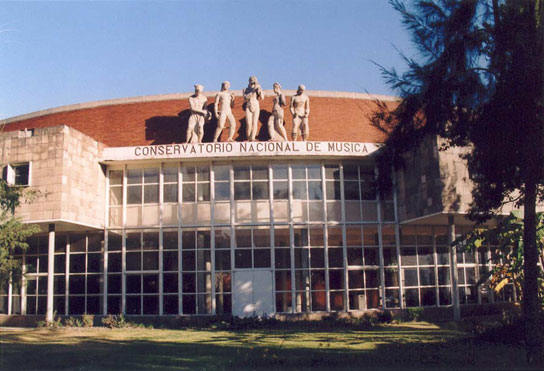
Vista frontal do Conservatório Nacional de Música do México.

## Ligações Externas
- Site Oficial do Conservatório (em espanhol)
- Site do Ministério da Cultura sobre o Conservatório (em espanhol)